# Весмэль, Константин
Константин Весмэль (4 октября 1798, Брюссель — 26 октября 1872, Сен-Жосс-тен-Ноде (ныне район Брюсселя) — бельгийский учёный-энтомолог. Педагог, профессор, доктор юридических наук 1826). Первый почётный президент Королевского Бельгийского энтомологического общества (Royal Belgian Entomological Society).

## Биография
Вырос в бедной семьи. С детства интересовался естественными науками. В 1822 году, получив стипендию изучал право в Льежский университете Льежа. Самостоятельно изучал естественные науки и занимался энтомологическими исследованиями, собирал коллекции.
В 1826 году стал доктором юридических наук. Был профессором Athénée в Шарлеруа (до 1856 года), с 1836 по 1866 преподавал общую зоологию в Государственном ветеринарном училище Брюсселя.
Изучал преимущественно систему перепончатокрылых и в особенности наездников (Ichneumonidae, Braconidae).
Член Королевской академии наук и изящной словесности Бельгии. Возглавлял Королевский бельгийский институт естественных наук.
Воспитал много учеников, которые основали энтомологического общества в Бельгии.

## Избранные труды
- Monographie des braconides de Belgique, Bruxelles : Hayez, 1835—1838.
- Remarques critiques sur diverses espèces d’Ichneumons de la coll. Gravenhorst, suivies d’un court appendice ichneumonologique, Bruxelles : Hayez, 1859.
- Tentamen dispositionis methodicae Ichneumonum Belgii, s.l., 1844.

Передал собранную коллекцию ихневмонид в Британский музей естественной истории и Королевский бельгийский институт естественных наук.